# Piràmide de Cesti
La piràmide de Cesti (en llatí Piramide Cestia) és un antic monument funerari en forma de piràmide, situat a Roma, prop de la porta Ostiense, en part dins i en part fora de les muralles d'Aurelià.
Es va erigir al voltant de l'any 12 aC per disposició testamentaria de Gai Cesti que, segons una inscripció, havia estat epuló (un dels septemviri epulones), pretor, i tribú de la plebs, durant el regnat d'August, cosa que se sap per una altra inscripció on consta el nom de Marc Valeri Messal·la Corví. La piràmide, coberta de marbre blanc de Carrara, té un base quadrada amb 30 m per costat i una alçada de 36,4 m. Es troba a la bifurcació de dues vies, la Via Ostiense i una altra que anava cap a l'oest fins al Tíber. No se sap si aquest Gai Cesti és una de les persones amb aquest nom que menciona Ciceró.